# Ischnocnema nanahallux
Ischnocnema nanahallux é uma espécie de anfíbio da família Brachycephalidae. Endêmica do Brasil, pode ser encontrada apenas no Parque Estadual do Desengano no município de Santa Maria Madalena, no estado do Rio de Janeiro.